# خواب‌گردها
خواب‌گردها (آلمانی: Die Schlafwandler) یک رمان فلسفی سه بخشی اثر هرمان بروخ است که در سال ۱۹۳۰ میلادی به زبان آلمانی در کشور اتریش منتشر شده‌است.

## به فارسی
علی‌اصغر حدّاد ترجمه‌ای فارسی از این رمان منتشر کرده است.